# North Blvd (film 2011)
North Blvd è un cortometraggio del 2011, diretto da Amy Esacove.

## Trama
Dopo aver a lungo sofferto abusi emotivi da parte della sua famiglia adottiva, Bethany parte alla ricerca della sua madre biologica.

## Versione cinematografica
Nel 2018 la regista ha tratto un film omonimo da questo suo cortometraggio.